# Kanton Saint-Chinian
Saint-Chinian is een voormalig kanton van het Franse departement Hérault. Het kanton maakte deel uit van het arrondissement Béziers. Het werd opgeheven bij decreet van 26 februari 2014 met uitwerking op 22 maart 2015.

## Gemeenten

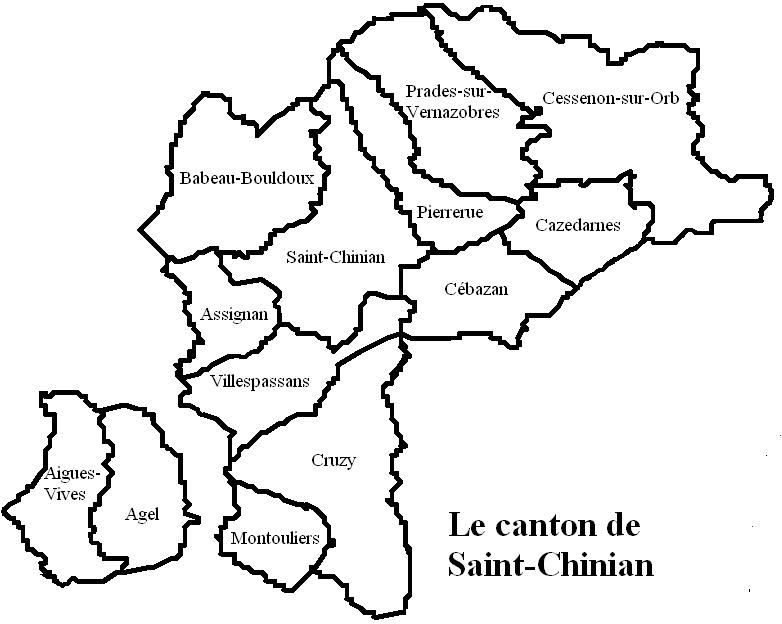
Ligging van gemeenten in het kanton

Het kanton Saint-Chinian omvatte de volgende gemeenten:
- Agel
- Aigues-Vives
- Assignan
- Babeau-Bouldoux
- Cazedarnes
- Cébazan
- Cessenon-sur-Orb
- Cruzy
- Montouliers
- Pierrerue
- Prades-sur-Vernazobre
- Saint-Chinian (hoofdplaats)
- Villespassans